# Finn Kalvik
Finn Bjørn Kalvik (Fåvang, Oppland, 30 de abril de 1947) es un cantante y compositor noruego.

## Inicios
Nació en Fåvang, pero se mudó con su familia al barrio obrero de Grorud, Oslo en 1952. Pronto Kalvik conoció el éxito musicando poemas de los poetas noruegos André Bjerke y Inger Hagerup. 
Sus primeros cuatro álbumes alcanzon el top 15 en el mercado noruego: Tusenfryd og grå hverdag (1971), Finn (1972), Nøkkelen ligger under matta (1974) y Fyll mine seil (1976). El álbum Kom ut kom fram (1979) fue producido por el miembro de los ABBA Benny Andersson; como el de álbum de 1981 Natt og dag. El álbum Tenn dine vakre øyne de 1982 entró en el top 20.

## Festival de Eurovisión
Una de las canciones de Natt og dag era "Aldri i livet" (Nunca en mi vida), con la que Kalvik ganó la preselección noruega, el Melodi Grand Prix. Su actuación en el Festival de la Canción de Eurovisión 1981 acabó con un decepcionante cero puntos. La canción fue un éxito en Noruega, y fue incluso grabada en inglés como "Here in My Heart" con letras de Ralph McTell y coros de Agnetha Fältskog y Anni-Frid Lyngstad. Volvió al Melodi Grand Prix una vez más en 1987, cuando cantó "Malene" que acabó en cuarta posición. La canción estaba dedicada a su hija.

## Carrera posterior
Sus últimos álbumes incluyen Det søte liv (1984), Livets lyse side (1988), Innsida ut (1991), I egne hender (1995), Imellom to evigheter (2000), Klassisk Kalvik (2002), Dagdrivernotater (2004) y Klassisk Kalvik II (2005). Los dos álbumes titulados "Klassisk Kalvik" con viejas canciones fueron grabadas con una orquesta sinfónica. En 2000 Kalvik tuvo un éxito con una versión del tema Tröstevisa de Andersson, interpretado a dúo con la cantante sueca CajsaStina Åkerström.
Kalvik también pinta.
En 1998 el programa cómico Åpen post lanzó un espacio llamado "Finn Kalvik-nyhetene", noticias de Finn Kalvik, donde se hacían bromas sobre Kalvik. El espacio causó malestar en Kalvik, y los responsables del espacio Harald Eia y Bård Tufte Johansen pidieron disculpas públicamente (por medio del productor del programa, Lars Hognestad).